# De Vicq de Cumptich

Wapen van de familie de Vicq de Cumptich

De Vicq de Cumptich is een oud-adellijk Zuid-Nederlands geslacht dat sinds 1848 tot de moderne Belgische adel behoort.

## Geschiedenis
De oudst bekende stamvader met bewezen filiatie is Chrétien de Vicq, zoon van Jean, die in 1399 in een charter wordt vermeld, tevens oudste vermelding van een telg van dit geslacht. Hij wordt al vermeld als ridder en als bewoner van kasteel van Oosthove. Ook nageslacht werd vermeld als ridder en bekleedde functies als schepenen van Ieper of grootbaljuw.
In 1848 volgde adelserkenning in het Koninkrijk van België, voor twee broers, beiden met de titel van baron overgaand met recht van eerstgeboorte. Zij zijn de stamvaders van de twee nog bestaande linies waarvan takken zich in Frankrijk, Brazilië, de Verenigde Staten en in Nederlands-Indië vestigden. Waarschijnlijk via die laatste tak bestaat er niet-adellijk nageslacht in Nederland. Verschillende Belgische telgen trouwden met Nederlanders in de loop der tijd. Een laatste adelsbesluit betrof de verlening van de titel van baron op allen voor Emmanuel baron de Vicq de Cumptich (1933-2020).
In 2013 leefden er nog iets meer dan 20 mannelijke afstammelingen, meer dan de helft van hen in Brazilië.
Er is geen aantoonbaar verband met het Noord-Nederlandse regenten-, later adelsgeslacht De Vicq.

## Adelsbesluiten
Een aantal adelsbesluiten gold slechts personeel.
- In 1607 verleenden de aartshertogen Albrecht en Isabella ridderschap aan Henri de Vicq.
- In 1629 verleende koning Filips IV van Spanje ridderschap aan Roland de Vicq.
- In 1647 verleende koning Filips IV van Spanje ridderschap aan Philippe de Vicq.
- In 1661 verhief koning Filips IV van Spanje de heerlijkheid Cumptich tot baronie ten gunste van Alphonse de Vicq, met de titel baron, overdraagbaar bij eerstgeboorte.
- In 1818 nam  koning Maximiliaan I Jozef van Beieren Emmanuel de Vicq de Cumptich op in de ridderschap van Beieren.
- 1848 erkenning van adeldom voor twee broers, beiden met de titel van baron overgaand met recht van eerstgeboorte
- 2004 verlening van de titel van baron op allen voor de toenmalige chef de famille

## Emmanuel de Vicq de Cumptich
Emmanuel Laurent Ghislain de Vicq de Cumptich (Brussel, 13 augustus 1778 - Sint-Joost-ten-Noode, 13 januari 1849) werd kolonel bij de infanterie en plaatscommandant in Kortrijk en in Aat. Hij was een zoon van Joseph de Vicq de Cumptich en van Charlotte de T'Serclaes. In 1848 werd hij erkend in de erfelijke adel, met de titel baron overdraagbaar bij eerstgeboorte. Hij trouwde in 1803 met Julie du Moulin (1784-1872). Ze hadden acht kinderen, met afstammelingen tot heden.
- Emmanuel baron de Vicq de Cumptich (1811-1882), kolonel-commandant
  - Jhr. ir. Charles de Vicq de Cumptich (1845-1909), officier
    - Jhr. Walther de Vicq de Cumptich (1877-1952), officier
      - Charles baron de Vicq de Cumptich (1904-1985), kapitein-commandant
        - Dr. Emmanuel baron de Vicq de Cumptich MBA (1933-2020), jurist en licentiaat in de politieke wetenschappen en internationale betrekkingen
          - Arnaud baron de Vicq de Cumptich (1963), BA in handel en marketing, sinds het overlijden van zijn vader op 29 november 2020 chef de famille
            - Dorsan baron de Vicq de Cumptich (2002), vermoedelijke opvolger als chef de famille

## Eugène de Vicq de Cumptich
Eugène Emmanuel Ghislain de Vicq de Cumptich (Brussel, 17 november 1786 - Leuven, 15 oktober 1851), broer van de voorgaande, werd eveneens kolonel, eerst in het koninkrijk Beieren, daarna in België. Hij trouwde in 1833 met Charlotte de Coster (1805-1891). Ze hadden acht kinderen, met afstammelingen tot heden. Een aantal onder hen nam de Braziliaanse nationaliteit aan. In 1848 werd hij erkend in de erfelijke adel, met de titel baron overdraagbaar bij eerstgeboorte.